# Seeing Blind
Singles par Niall Horan
On the Loose
(2018) What a Time
(2019)
Singles par Maren Morris
Rich[Lequel ?]
(2018) Girl[Lequel ?]
(2019)
Seeing Blind est une chanson du chanteur Niall Horan en duo avec la chanteuse américaine Maren Morris sortie le 1er juin 2018. C'est le quatrième single du chanteur apparaissant sur l'album Flicker sous le label Capitol Records. 

## Composition
Le single est composé en La majeur avec un rythme de 94 bpm. 

## Clip
Le clip montre une version acoustique de la chanson et est sorti le 4 juin 2018. 

## Classement
| Classement | Position |
| ---------- | -------- |
| Irlande    | 68       |